# Ingenheimi vasúti baleset
Az ingenheimi vasúti baleset 2020. március 5-én 07:45-kor történt Franciaországban az LGV Est vasútvonalon. Ingenheim közelében a Colmarból Párizsba tartó 4707 számú Euroduplex sorozatú TGV motorvonat kisiklott egy földcsuszamlás miatt. A vonaton tartózkodó 348 utas közül 22 személy sérült meg, köztük a mozdonyvezető is.

## A baleset
07:45-kor kisiklott egy Colmar és Párizs között közlekedő TGV vonat Ingenheim és Saessolsheim között. A 4707 számú Euroduplex sorozatú TGV vonat volt a balesetben érintett jármű. A kisiklás idején a vonat 270 km/h-s sebességgel haladt. A vonat első öt kocsija kisiklott. A vonat 348 utast szállított. Huszonkét ember sérült meg, köztük a mozdonyvezető, aki súlyosan megsérült. Őt a strasbourgi Haute-Pierre kórházba szállították. A baleset helyszínére 102 csendőr, 99 tűzoltó és 10 SAMU önkéntes érkezett. Az utasokat buszokkal vitték el a baleset helyszínéről. A balesetet egy vágányt elzáró földcsuszamlás okozta.
A balesetet követően a vonalat lezárták, a járatokat elterelték. A baleset következtében nem volt járatkimaradás.

## Vizsgálat
A strasbourgi ügyészség vizsgálatot indított a baleset ügyében. A Bureau d'Enquêtes sur les Accidents de Transport Terrestre (BEA-TT) felelős a franciaországi vasúti balesetek kivizsgálásáért.

## Fordítás
- Ez a szócikk részben vagy egészben  az   Ingenheim derailment című angol Wikipédia-szócikk ezen változatának fordításán alapul.  Az eredeti cikk szerkesztőit annak laptörténete sorolja fel. Ez a jelzés csupán a megfogalmazás eredetét és a szerzői jogokat jelzi, nem szolgál a cikkben szereplő információk forrásmegjelöléseként.